# Niamh

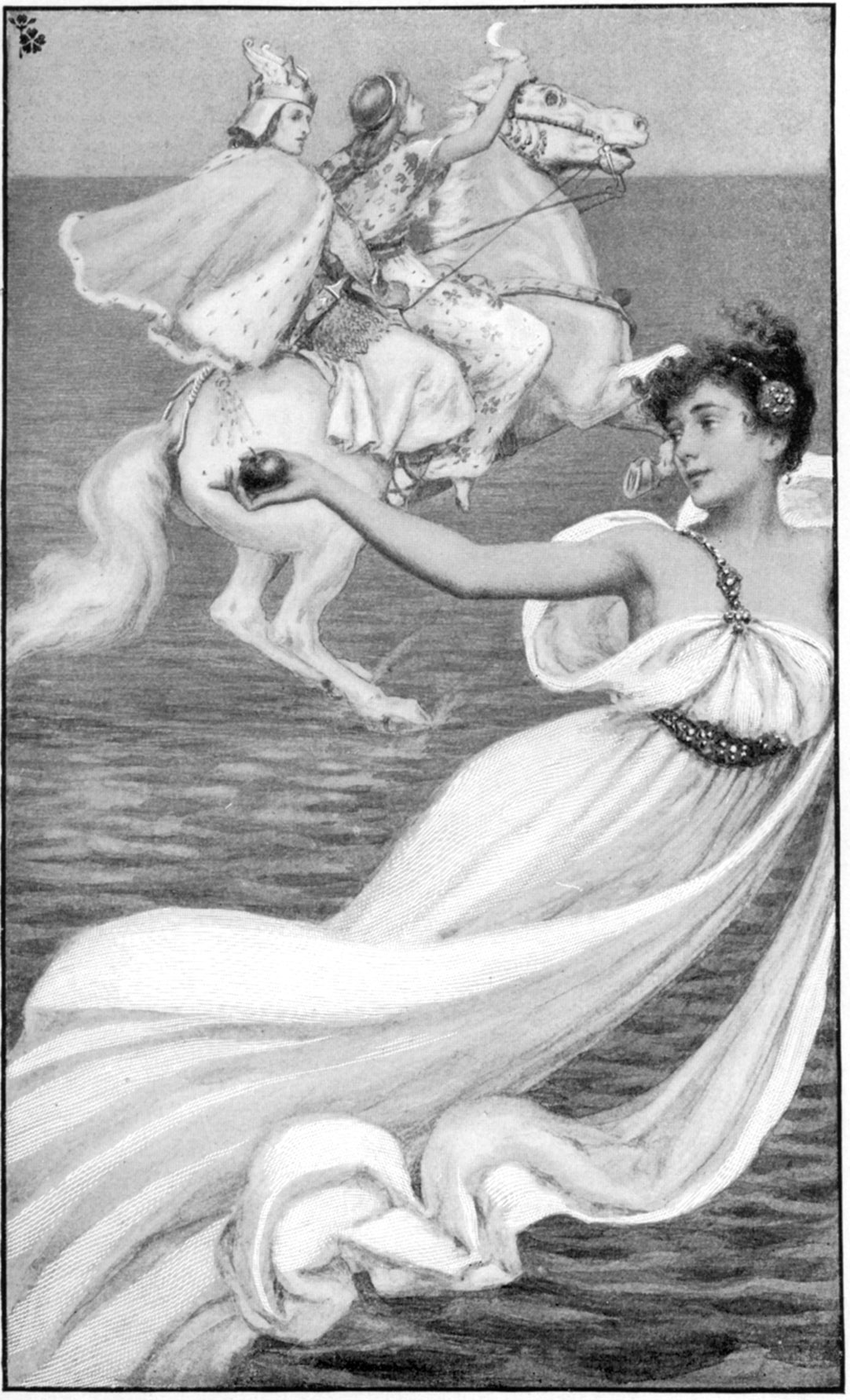
Frontispício – Contos das Ilhas Encantadas do Atlântico

Na mitologia irlandesa, Niamh (pronuncia-se /niːəv/ ou /niːv/) é a filha de Manannán mac Lir. Ela é uma das rainhas de Tír na nÓg, e também pode ser a filha de Fand.

## Homenagens
O "LÉ Niamh (P52)", um navio do Serviço Naval Irlandês, foi assim ba(p)tizado em homenagem a ela.

### Em português
- Oisín e São Patrício. Acessado em 2 de julho de 2007.